# بطولة العالم للدراجات على المضمار 1969
بطولة العالم للدراجات على المضمار 1969 هي الدورة ال66 من بطولة العالم للدراجات على المضمار، أجريت في [[أنتويرب وبرنو]]، بلجيكا وتشيكوسلوفاكيا.

## النتائج النهائية
| المسابقة                              | ذهبية                   | فضية                        | برونزية                      |
| ------------------------------------- | ----------------------- | --------------------------- | ---------------------------- |
| الرجال                                |                         |                             |                              |
| السرعة الفردية                        | باتريك سيركو (BEL)      | Robert Van Lancker (BEL)    | سانتي جاياردوني (ITA)        |
| سباق المطاردة الفردية                 | فيرديناند براك (بلجيكا) | هيو بورتر (المملكة المتحدة) | بيتر بوست (دراج) (هولندا)    |
| سباق مطاردة الدراجة النارية للهواة    | بيرت بوم (NED)          | سيس ستام (NED)              | Jörg Peter (SUI)             |
| سباق مطاردة الدراجة النارية للمحترفين | Jaap Oudkerk (NED)      | Theo Verschueren (BEL)      | دومينيكو دي ليلو (ITA)       |
| السيدات                               |                         |                             |                              |
| السرعة الفردية                        | Galina Tsareva (URS)    | Galina Yermolayeva (URS)    | ايرينا كيريتشينكو (URS)      |
| سباق المطاردة الفردية                 | Raisa Obodovskaya (URS) | تمارا جاركوشينا (URS)       | Keetie van Oosten-Hage (NED) |